# 費爾法克斯 (明尼蘇達州)
費爾法克斯（英語：Fairfax）是一個位於美國明尼蘇達州倫維爾縣的城市。

## 歷史
費爾法克斯於1882年成立，1888年升格為城市，得名自弗吉尼亚州的費爾法克斯縣。費爾法克斯的郵局自1882年起營運至今。

## 人口
根據2020年美國人口普查的數據，費爾法克斯的面積為3.39平方千米，皆為陸地。當地共有人口1250人，而人口密度為每平方千米369人。